# Ich troje (film 1994)
Ich troje (tytuł oryg. Threesome) – amerykański film fabularny z 1994 roku.

## Opis fabuły
Narrator filmu, Eddy – gej-intelektualista – wprowadza się do akademika. Jego współlokatorem zostaje Stuart, szalony student biznesu. Przez pomyłkę, z racji swojego męskiego imienia, do mieszkania młodych mężczyzn trafia także Alex. Dziewczyną szybko zaczyna interesować się Stuart; nie byłoby w tym nic nadzwyczajnego, gdyby nie fakt, że Alex zainteresowana jest Eddy'm, a ten z kolei pożąda samego Stuarta.

## Obsada
- Josh Charles – Eddy
- Stephen Baldwin – Stuart
- Lara Flynn Boyle – Alex
- Alexis Arquette – Dick
- Martha Gehman – Renay
- Mark Arnold – Larry
- Michele Matheson – Kristen
- Joanne Baron – niemiła kobieta
- Jennifer Lawler – sąsiadka
- Jack Breschard – ksiądz
- Jillian Johns – uczestniczka imprezy
- Amy Ferioli – uczestniczka imprezy
- Jason Workman – student medycyny
- Katherine Kousi – dziewczyna od prania
- Kathleen Beaton – dziewczyna przy rejestracji